# 國家住宅及都市更新中心
國家住宅及都市更新中心（簡稱國家住都中心）是受中華民國內政部監督的行政法人機構，2018年8月1日成立。專門負責推動辦理大面積公有土地、國營事業土地、港口、車站等周邊地區之都市更新，活化公有資產、並推動與協助全國社會住宅。總部設於臺北市中山區民生東路一段21號（原中山創意基地URS21，臺灣省菸酒公賣局中山配銷處）。

## 歷史
2017年6月1日，行政院會議通過內政部提出的《國家住宅及都市更新中心設置條例》草案。
2018年2月1日，立法院三讀通過《國家住宅及都市更新中心設置條例》，2月14日中華民國總統頒布法令。同年4月26日成立「國家住宅及都市更新中心籌備處」，後於8月2日「國家住宅及都市更新中心」正式成立，9月7日召開第一屆董監事聯席會議。

## 組織構成
董事長是花敬群，目前部門包含稽核室、總管理室、綜合業務部、社會住宅部、資產管理部、行政管理部、南部辦公室。

## 推動都更與住宅
截至2024年，將完成12萬戶社宅，並已經完成12處公辦都市更新案件，其中已動工的區域包含台北市南港區玉成段四小段案及信義區兒福A1案。